# Diocesi di Yongping
La diocesi di Yongping (in latino Dioecesis Iompimensis) è una sede della Chiesa cattolica in Cina suffraganea dell'arcidiocesi di Pechino. La sede è vacante.

## Territorio
La diocesi comprende la parte orientale della provincia cinese di Hebei e si estende sulla città-prefettura di Tangshan.
L'odierna cattedrale, dedicata all'Immacolata Concezione, si trova nel distretto di Lubei. La primitiva cattedrale si trovava a Lulong (anticamente Yongping), oggi contea della città-prefettura di Qinhuangdao.

## Storia
Il vicariato apostolico di Ce-li orientale fu eretto il 23 dicembre 1899 con il breve Quae catholico nomini di papa Leone XIII, ricavandone il territorio dal vicariato apostolico di Ce-li settentrionale (oggi arcidiocesi di Pechino).
Il 3 dicembre 1924 il vicariato apostolico assunse il nome di vicariato apostolico di Yungpingfu in forza del decreto Vicarii et Praefecti della Congregazione di Propaganda Fide.
L'11 aprile 1946 il vicariato apostolico è stato elevato a diocesi con la bolla Quotidie Nos di papa Pio XII.
Con il ristabilimento dei culti in Cina, il governo cinese ha modificato il nome della diocesi in quello di "diocesi di Tangshan".
Dal 2008 la diocesi è governata dal vescovo Peter Fang Jianping, ordinato senza mandato papale, ma poi legittimato dalla Santa Sede.

## Cronotassi dei vescovi
Si omettono i periodi di sede vacante non superiori ai 2 anni o non storicamente accertati.
- Ernest François Geurts, C.M. † (14 dicembre 1899 - 21 luglio 1940 deceduto)
- Eugène Joseph Hubert Lebouille, C.M. † (21 luglio 1940 succeduto - 6 marzo 1948 dimesso)
- Jan Herrijgers, C.M. † (4 giugno 1948 - 24 agosto 1989 deceduto)
  - Sede vacante
  - Lan Bo-lu † (20 aprile 1958 consacrato - 28 luglio 1976 deceduto)
  - John Liu Jinghe † (21 dicembre 1981 consacrato - 8 giugno 2008 ritirato)
  - Peter Fang Jianping, succeduto l'8 giugno 2008

## Statistiche
| anno | popolazione | popolazione | popolazione | presbiteri | presbiteri | presbiteri | presbiteri                | diaconi | religiosi | religiosi | parrocchie |
| anno | battezzati  | totale      | %           | numero     | secolari   | regolari   | battezzati per presbitero | diaconi | uomini    | donne     | parrocchie |
| ---- | ----------- | ----------- | ----------- | ---------- | ---------- | ---------- | ------------------------- | ------- | --------- | --------- | ---------- |
| 1950 | ?           | 4.000.000   | ?           | 42         | 12         | 30         | ?                         |         | 9         | 49        | 15         |